# Haruchika Aoki
Pour les articles homonymes, voir Aoki.
Haruchika Aoki (青木 治親, Aoki Haruchika), né le 28 mars 1976 à Gumma, est un ancien pilote de vitesse moto japonais.

## Palmarès
- 2 titres de champion du monde  en 125 cm3 en 1995 et en 1996.
- 129 départs.
- 9 victoires (7 en 125 cm3).
- 6 deuxièmes place.
- 5 troisièmes place.
- 6 poles (6 en 125 cm3).
- 20 podiums (1 en 250 cm3 / 18 en 125 cm3).
- 5 meilleurs tours en course.

### Victoires en125cm3: 9
| Année | Lieu du Grand Prix          | Circuit                               | Ville                |
| ----- | --------------------------- | ------------------------------------- | -------------------- |
| 1995  | Grand Prix moto d'Australie | Eastern Creek Raceway                 | Sydney               |
| 1995  | Grand Prix moto du Japon    | Circuit de Suzuka                     | Suzuka               |
| 1995  | Grand Prix moto d'Espagne   | Circuit permanent de Jerez            | Jerez de la Frontera |
| 1995  | Grand Prix moto d'Allemagne | Nürburgring                           | Nürburg              |
| 1995  | Grand Prix moto d'Italie    | Circuit du Mugello                    | Florence             |
| 1995  | Grand Prix moto de France   | Circuit Bugatti                       | Le Mans              |
| 1995  | Grand Prix moto d'Europe    | Circuit de Catalogne                  | Barcelone            |
| 1996  | Grand Prix moto d'Espagne   | Circuit permanent de Jerez            | Jerez de la Frontera |
| 1996  | Grand Prix moto du Brésil   | Autódromo Internacional Nelson Piquet | Rio de Janeiro       |

## Carrière en Grand Prix

### Statistiques par catégorie
| Catégorie | Année               | 1er GP   | 1er Podium | 1re Victoire | Courses | Victoires | Podiums | Pole | M.tours¹ | Points | Titres |
| --------- | ------------------- | -------- | ---------- | ------------ | ------- | --------- | ------- | ---- | -------- | ------ | ------ |
| 125 cm3   | 1993-1996           | AUS 1993 | EUR 1994   | AUS 1995     | 55      | 9         | 19      | 6    | 5        | 542    | 2      |
| 250 cm3   | 1997-1998;2002      | MAL 1997 | NED 1998   |              | 45      | 0         | 1       | 0    | 0        | 272    | 0      |
| 500 cm3   | 1999;2001           | MAL 1999 |            |              | 29      | 0         | 0       | 0    | 0        | 87     | 0      |
| Total     | 1993-1999;2001-2002 |          |            |              | 129     | 9         | 20      | 6    | 5        | 901    | 2      |